# Квінт Цецилій Метелл Пій Сципіон Назіка
Квінт Цецилій Метелл Пій Сципіон Назіка (лат. Quintus Caecilius Metellus Pius Scipio Nasica; 98 — 46 роки до н. е.) — військовий та політичний діяч Римської республіки, консул 52 року до н. е., прихильник Гнея Помпея Великого.

## Життєпис
Походив з родини патриціїв Корнеліїв. Онук Публія Корнелія Сципіона Назіки, консула 111 року до н. е., син Публія Корнелія Сципіона Назіки, претора 93 року до н. е., та Ліцинії, доньки Луція Ліцинія Красса, консула 95 року до н. е..
При народжені отримав ім'я Публій. Зарано зостався без батька, який помер у 93 році до н. е. У 63 році до н. е. був усиновлений згідно із заповітом Квінта Цецилія Метелла Пія, великого понтифіка. У цьому ж році став понтифіком. Приймав активну роль у придушенні заколоту Луція Сергія Катіліни, дізнавшись про який попередив й Цицерона. У 60 році до н. е. був обраний квестором-суффектом. Був звинувачений Марком Фавонієм у підкупі виборців, проте був виправданий завдяки захисту Цицерона. У цьому ж році обраний народним трибуном, хоча деякий були проти нього з огляду на патриціанське походження Квінта Метелла.
У 57 році до н. е. обраний курульний едилом. На цій посаді влаштував чудові гладіаторські ігри на честь свого названого батька. У 55 році до н. е. став претором. У 53 році до н. е. став інтеррексом. Домагався обрання себе консулом. Врешті-решт призначив Гнея Помпея Магна консулом без колеги. За це попав під суд. Втім Помпей домігся виправдання Метелла й призначив його консулом на місяці, що залишилися. Під час свого консульства провів закон, який відновлював владу цензорів, що була обмежена законом Клодія.
Після початку громадянської війни отримав посаду проконсула провінції Сирія (49 рік до н. е.). Тут за допомогою суворих заходів збирав кошти для Помпея. У цей час у підозрі в змові стратив Олександра Асмонея, представника володарів Ізраїльського царства. Провів імітацію військових дій у горах Амана, за що отримав тріумф — за начебто одержані перемоги. У 48 році до н. е. привів свою армію до Фессалії на з'єднання з Помпеєм Великим. Він не встиг до битви при Діррахіумі й прийшов до м. Ларисса. Потім приєднався до Помпея при Фарсалі. У битві при Фарсалі, Метелл керував центром помпеянців. Після поразки втік до Утіки (Африка). Там об'єднав усі можливі війська з Катоном Молодшим і нумідійським царем Юбою I. У 46 році до н. е. ці війська зазнали нищівної поразки від армії Гая Юлія Цезаря. Метелл намагався морем втекти до Іспанії, але вітри завадили цьому й змусили вступити в бій з флотом на чолі із Публієм Сітієм, цезаріанцем. У цій безвиході Метелл наклав на себе руки.

## Родина
Дружина — Емілія Лепіда Лівіана, донька Мамерка Емілія Лепіда Лівіана, консула 77 року до н. е.
Діти:
- Корнелія Метелла, дружина Публія Ліцинія Красса (1-й раз), Гнея Помпея великого (2-й раз)
- Квінт Цецилій Метелл Сципіон.